# تاكاهيرو يامادا
تاكاهيرو يامادا (山田 隆裕) (ولد 29 أبريل 1972) هو لاعب كرة قدم ياباني سابق، شارك في كأس آسيا 1992.

## روابط خارجية
- تاكاهيرو يامادا على موقع رابطة كرة القدم اليابانية للمحترفين (اليابانية)
- تاكاهيرو يامادا على موقع قاعدة بيانات كرة القدم.إي يو (الإنجليزية)
- تاكاهيرو يامادا على موقع ناشيونال فوتبول تيمز (الإنجليزية)
- تاكاهيرو يامادا على موقع عالم كرة القدم.نت (الإنجليزية)

1. ↑  "معلومات عن تاكاهيرو يامادا على موقع viaf.org". viaf.org. مؤرشف من الأصل في 2016-06-10.
2. ↑  "معلومات عن تاكاهيرو يامادا على موقع national-football-teams.com". national-football-teams.com. مؤرشف من الأصل في 2020-03-14.
3. ↑  "معلومات عن تاكاهيرو يامادا على موقع data.j-league.or.jp". data.j-league.or.jp. مؤرشف من الأصل في 2018-08-24.

- تاكاهيرو يامادا